# 名山区
名山区（めいざん-く）は中華人民共和国四川省雅安市に位置する市轄区。名山県が2012年11月6日に区制施行して誕生した。人民政府は蒙陽街道の茶都大道にある。

## 行政区画
- 街道:蒙陽街道、永興街道
- 鎮:百丈鎮、車嶺鎮、馬嶺鎮、新店鎮、蒙頂山鎮、黒竹鎮、紅星鎮、前進鎮、万古鎮、中峰鎮、茅河鎮

## 交通
鉄道
- 中国鉄路総公司
  - 中国鉄路成都局集団公司
    - 川蔵線 （ラサ市方面）- 名山駅（中国語版） -（成都方面）（計画・建設中）

道路
- 高速道路
  - 京昆高速道路
  - 成渝地区環線高速道路（成雅高速道路）
  - 成名高速道路

国道
- G108国道

## 健康・医療・衛生
- 名山区人民医院
- 名山区中医院